# L'Âge de déraison
L’Âge de la déraison (titre original : The Age of Unreason) est une saga mêlant fantasy et uchronie en quatre tomes écrite par Gregory Keyes. Le titre est une référence à l’ouvrage de Thomas Paine Le Siècle de la raison. La série se classe dans la fantasy par l’usage de concepts « magiques » issus de pseudosciences comme l’alchimie, notamment l’éther ou l’affinité chimique.
Les quatre volumes sont, successivement, Les Démons du Roi-Soleil, L’Algèbre des anges, L’Empire de la déraison et Les Ombres de Dieu.

## Résumé
La trame générale a la particularité d’évoluer dans un XVIIIe siècle alternatif, dans lequel l’alchimie s’avère être une science réelle, découlant de principes précis et de raisonnements mathématiques avancés. Les personnages principaux sont des personnages historiques connus, mais dont la destinée a été totalement changée : Benjamin Franklin, Louis XIV, Isaac Newton, Voltaire, que côtoient des personnages imaginaires, telle Adrienne de Montchevreuil.